# Сан-Бенту-ду-Сул (микрорегион)

Сан-Бенту-ду-Сул на карте.

Сан-Бенту-ду-Сул (порт. Microrregião de São Bento do Sul) — микрорегион в Бразилии, входит в штат Санта-Катарина. Составная часть мезорегиона Север штата Санта-Катарина. 
Население составляет 	126 395	 человек (на 2010 год). Площадь — 	1 908,018	 км². Плотность населения — 	66,24	 чел./км².

## Демография
Согласно сведениям, собранным в ходе переписи 2010 г. Национальным институтом географии и статистики (IBGE), население микрорегиона составляет:						
| Полное население                             | Полное население                             | Полное население                             | Полное население                             | 126 395 |
| -------------------------------------------- | -------------------------------------------- | -------------------------------------------- | -------------------------------------------- | ------- |
| в том числе:                                 | Городское население                          | 114 819                                      | Процент городского населения, %              | 90,84   |
|                                              | Сельское население                           | 11 576                                       | Процент сельского населения, %               | 9,16    |
|                                              | Мужское население                            | 63 186                                       | Процент мужского населения, %                | 49,99   |
|                                              | Женское население                            | 63 209                                       | Процент женского населения, %                | 50,01   |
| Плотность населения, чел/км²                 | Плотность населения, чел/км²                 | Плотность населения, чел/км²                 | Плотность населения, чел/км²                 | 66,24   |
| Население микрорегиона в % к населению штата | Население микрорегиона в % к населению штата | Население микрорегиона в % к населению штата | Население микрорегиона в % к населению штата | 2,02    |

## Статистика
- Валовой внутренний продукт на 2003 составляет 1 574 029 231,00 реалов (данные: Бразильский институт географии и статистики).
- Валовой внутренний продукт на душу населения на 2003 составляет 12 579,98 реалов (данные: Бразильский институт географии и статистики).
- Индекс развития человеческого потенциала на 2000 составляет 0,815 (данные: Программа развития ООН).

## Состав микрорегиона
В составе микрорегиона включены следующие муниципалитеты:
1. Кампу-Алегри
2. Риу-Негринью
3. Сан-Бенту-ду-Сул